# Josefsbrunnen (Graben)

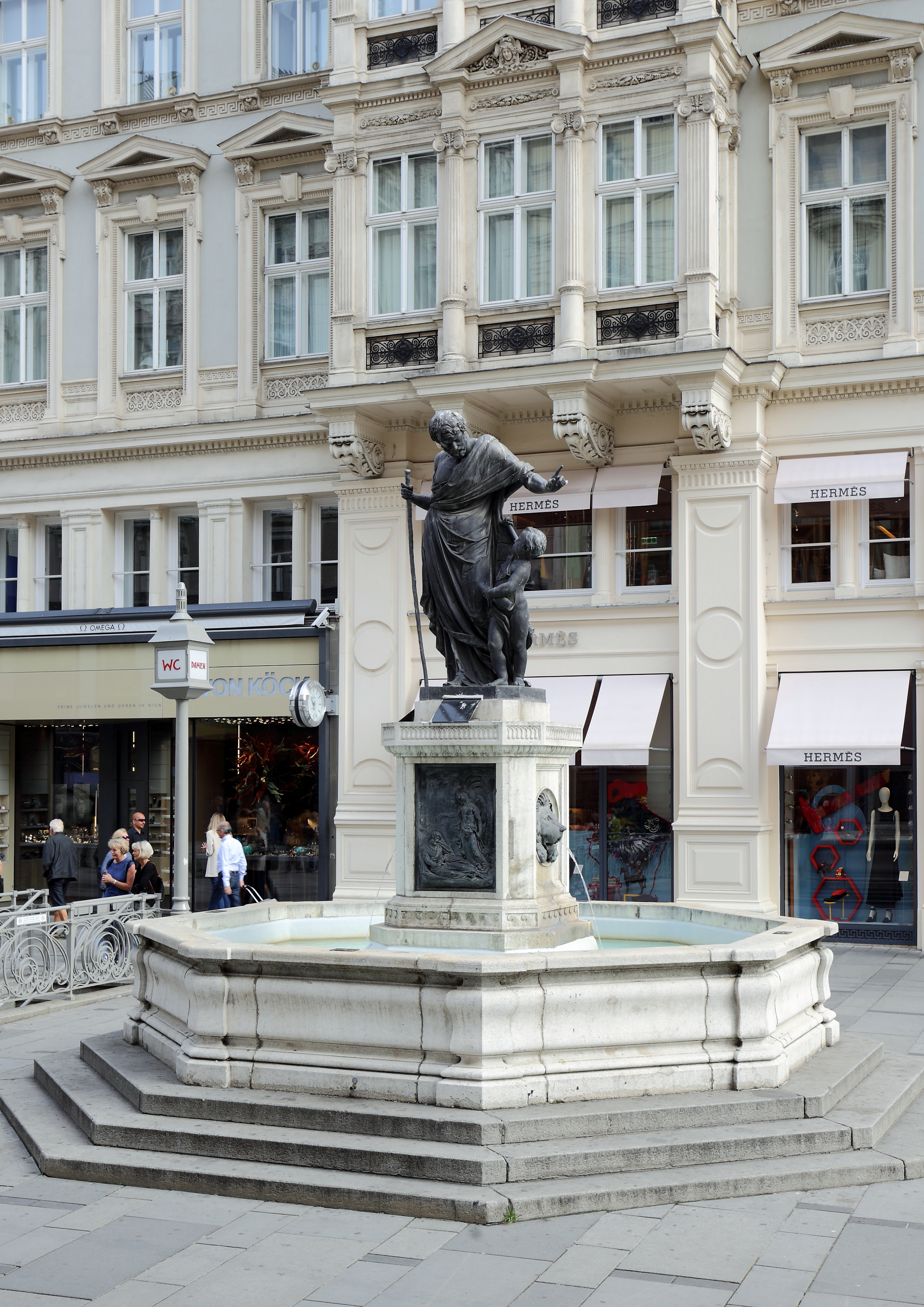
Der Josefsbrunnen am Graben

Der Josefsbrunnen ist ein Brunnen westseitig der Pestsäule am Graben im 1. Wiener Gemeindebezirk Innere Stadt. Ostseitig der Pestsäule befindet sich der Leopoldsbrunnen mit sehr ähnlicher Architektur und Baugeschichte (48° 13′ N, 16° 22′ O). Beide zusammengefasst werden sie in der Literatur oftmals als Grabenbrunnen bezeichnet.

## Beschreibung

### Josefsbrunnen
In einem oktogonalen Brunnenbecken befindet sich zentrisch ein klassizistischer Vierkantsockel. In der Südostachse sind zwei metallene Relieftafeln mit den Szenen Flucht aus Ägypten und Engel erscheint Josef im Traum angebracht und in der Ostwestachse jeweils ein wasserspeiender, metallener Löwenkopf. Auf dem Sockel befindet sich eine Figur aus Blei, die den heiligen Josef in antiker Gewandung und mit Stab darstellt, wie er sich zu einem Knaben herabneigt, der eine Schriftrolle, den Stammbaum Josefs, hält.

### Leopoldsbrunnen

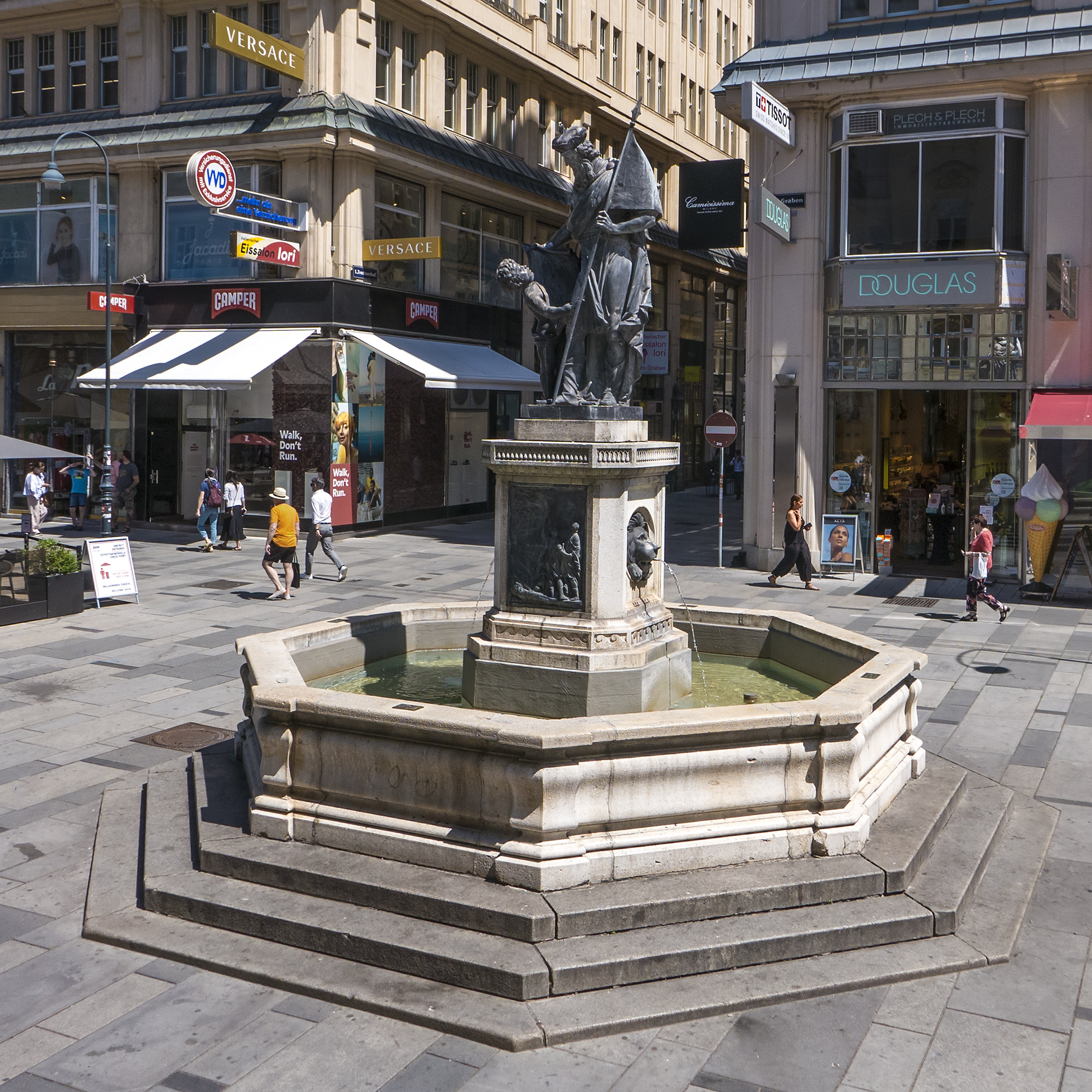
Der Leopoldsbrunnen am Graben

Der Leopoldsbrunnen ist architektonisch identisch aufgebaut, wobei die Relieftafeln die Szenen Auffindung des Schleiers der Markgräfin und Grundsteinlegung Klosterneuburgs darstellen. Die Hauptfigur zeigt den heiligen Leopold in Rüstung mit Krone eine Fahne haltend, sowie zur Rechten einen Knaben mit einer Zeichnung der Klosterneuburger Kirche.

## Geschichte
Es gibt schriftliche Aufzeichnungen, dass in der Mitte des 15. Jahrhunderts ein Brunnen am Graben errichtet wurde, dessen Wasser in Röhren vom Garten der Hofburg hergeleitet und wegen der vier Löwenköpfe, die wohl als Wasserspeier dienten, als „Löwenbrunn“ bezeichnet wurde. Ab 1651 war in der Brunnenmitte eine Jupiterstatue, gestaltet vom Bildhauer Johann Jakob Pock. Mitte des 16. Jahrhunderts wurde ein weiterer Brunnen ostseitig am Graben errichtet. An den Brunnen arbeiteten auch der Hofsteinmetzmeister und Bildhauer Antonius Bregno (auch Premb genannt) und der Hofmaler Stephan Simpeckh mit. Nach der Errichtung der Pestsäule (1679), wünschte Kaiser Leopold I., dass die beiden Brunnen, beiderseits der Säule, neu errichtet, und die Brunnen mit den Bildnissen des „heiligen Josef“ und des „heiligen Leopold“ ausgestattet werden sollen. Die Neuaufstellung erfolgte 1680–1681. Um 1730–1740 wurden die Brunnen wesentlich verändert. Im Jahr 1804 wurden die vom Bildhauer Johann Frühwirth gestalteten Heiligenskulpturen durch Bleifiguren von Johann Martin Fischer ersetzt und die Brunnen restauriert beziehungsweise umgestaltet.
Unterhalb des Josefsbrunnens wurde 1904/05 Wiens älteste unterirdische Bedürfnisanstalt, die Öffentliche Bedürfnisanstalt am Graben, errichtet. Zu diesem Zweck musste zunächst der Josefsbrunnen abgetragen und später wieder aufgestellt werden. Im Zuge einer Sanierung der öffentlichen Bedürfnisanstalt um 1987/88 wurde auch der darüber gelegene Josefsbrunnen saniert.